# Crevette géante tigrée
Penaeus monodon
Espèce
La crevette géante tigrée (Penaeus monodon) est une espèce de crevette géante de la famille des Pénaeidés.

## Description
Les deux sexes ont une taille de 20 à 36 cm de long ; les femelles peuvent peser plus de 650 g, faisant de cette espèce la plus grande espèce de crevette.

## Répartition
Cette crevette vit dans les océans Indien et Pacifique.

## Reproduction
La crevette géante tigrée ne porte pas ses œufs jusqu'à l'éclosion ; elle les disperse dans l'eau.

## Élevage
En raison de sa taille, P. monodon est l'espèce de crevettes la plus largement élevée dans le monde, mais parfois décimée dans les élevages (Crevetticulture) par des maladies virales ou bactériennes, ce qui explique qu'elle perd peu à peu du terrain face à la crevette à pattes blanches (Litopenaeus vannamei) moins sujette aux maladies liées à l'élevage.
Plus de 900 000 tonnes sont consommées chaque année, les deux-tiers de celui-ci provenant de l'aquaculture, principalement dans le sud-est de l'Asie. On peut la trouver sous le nom de Black Tiger.
L'élevage intensif des crevettes Black Tigers en Asie du Sud-Est est une des causes principales de la destruction massive des mangroves, en particulier en Thaïlande.

## Pathologies (en élevage)
Les conditions de promiscuité et d'hygiène qui sont celles des élevages industriels facilitent la contagion virale. Dès les années 1990, on a essayé de comprendre la génétique de ces virus, pour mieux les maîtriser.

Cinq principaux virus ont été identifiés comme source de mortalités importantes dans les élevages en Asie du Sud-Est. Ainsi, la production taïwanaise après avoir fait un bond spectaculaire (passant de 270 tonnes en 1976 à 95 000 t en 1987), a ensuite chuté à 30 000 t en raison de mortalité importante dans les élevages (Lio et al. 1992). Depuis, les éleveurs taiwanais n'ont jamais réussi à retrouver la même productivité. Des mortalités de masse, d'origine virale ont aussi été constatée dans des pays réputés très avancés technologiquement et en matière d'élevage animal, comme au Japon en 1993.
Certains de ces virus sont des pathogènes plutôt généralistes (affectant d'autres crevettes pénéides et plus largement d'autres espèces de crustacés) y compris jusqu'en Australie en Occident. D'autres semblent plus spécifiquement affecter cette espèce.
Ces virus sont (par impact décroissant pour l'industrie  thaïlandaise) :
- virus des taches blanches (white-spot baculovirus)[7] ;
- virus de la tête jaune (YHV, yellow-head virus) ;
- virus de type parvo-hépatopancréatique (hepatopancreatic parvo-like virus) ;
- virus de la nécrose hypodermique et hématopoïétique (infectious hypodermal and hematopoeitic necrosis virus)[8] ;
- monodon baculovirus.
- virus du syndrome de Taura (Taura syndrome virus)[9]

Comme d'autres animaux élevés dans des fermes aquacoles, ces crevettes sont également susceptibles aux vibrioses, majoritairement causées par Vibrio harveyi  ou V. alginolyticus   Selon les espèces et les sites d'élevage, le taux de mortalité varie de quelques pour-cent à 100 %, surtout aux stades post-larvaire et juvéniles. Toutes les régions du monde sont touchées, avec un point chaud dans le sous continent indien et en Asie du sud-est.  Les traitements antibiotiques utilisés conduisent souvent à l'apparition de résistance. Des essais fondés sur des techniques de suppression des signaux bactériens contrôlant la virulence des souches bactériennes semblent donner des résultats prometteurs.

### Techniques de diagnostic
Observation générales : Les symptômes varient en fonction du type d’infection - lésions cuticulaires noires ou brunes, opacité de la musculature, filaments ramifiés durs et noirs (jusqu’à 2 mm de largeur) dans le tissu conjonctif des segments de la queue, organe (Oka) lymphoïde noir, mélanisation des terminaisons des appendices.

## Philatélie
Cette crevette figure sur un timbre du Bangladesh de 1991 (valeur faciale : 6 t.).